# Фатай
Фатай (англ. Fatai; урожд.Фатай Виаматахау 4 июня 1995) — австралийская певица из Мельбурна, участница австралийской версии шоу The Voice. Имеет контракт с лейблом Mercury Records Australia, подлейблом Universal Music Australia. Под покровительством этих лейблов она пробыла два с половиной года, после чего в середине 2015 года певица решила стать независимым исполнителем. Понадобилось много времени, чтобы дебютный сингл певицы «Purple» сумел увидеть свет 16 августа 2015 года. Начала заниматься профессиональным пением в возрасте семи лет. В 2009 году начала сольную карьеру и выступала на различных мероприятиях и фестивалях.

## Карьера
Записала песню «Do You Want To Build A Snowman», которая вошла в рождественский сборник «We Love Disney», выпущенный в ноябре 2014 года. Появилась в качестве гостя и спела вокальные партии в песне Гая Себастьяна «Lightning». Также отметилась в качестве бэк-вокалистки в песне Себастьяна «Tonight Again», с которой тот выступил на «Евровидении-2015», в итоге заняв там 5 место.
Сопровождала Себастьяна также во время его турне, Australian Arena tour. Играла на разогреве у Дэвида Райна Харриса (США) в 2015 и у Boyce Avenue (США) oво время их тура по Австралии 2014 года. В то же время она отправилась в свой сольный тур по Австралии и Новой Зеландии.

## Дискография

### Синглы
| Год  | Сингл                                       | Позиция | Позиция | Позиция | Альбом                        |
| Год  | Сингл                                       | AUS     | NZ      | US      | Альбом                        |
| ---- | ------------------------------------------- | ------- | ------- | ------- | ----------------------------- |
| 2012 | «Songbird»                                  | 168     | -       | -       | The Voice Performance 2012    |
| 2012 | «Love The Way You Lie»                      | 32      | -       | -       | The Voice Performance 2012    |
| 2012 | «Empire State of Mind (Part 2) Broken Down» | 43      | -       | -       | The Voice Performance 2012    |
| 2012 | «Ave Maria»                                 | 25      | -       | -       | The Voice Performance 2012    |
| 2013 | «Silent Night»                              | -       | -       | -       | The Voices of Christmas Album |
| 2014 | «Do You Want To Build A Snowman»            | -       | -       | -       | We Love Disney                |
| 2014 | «Lightning (feature)»                       | -       | -       | -       | Guy Sebastian — «Madness»     |
| 2015 | «Purple»                                    | -       | -       | -       | Purple                        |